# UCIトラックサイクリング・ワールドカップ
UCIトラックサイクリングワールドカップ（UCI Track Cycling World Cup、旧称UCIトラックワールドカップクラシックス）とは、自転車競技のトラックレースにおけるシリーズ戦。1993年より実施されていた。通常はトラックワールドカップと略して言われる。タイトルスポンサーはオフィシャルタイムキーパーのティソ。

## 概要
ロードレースにおいて当時行われていたUCIロードワールドカップに倣ってトラックレースにおいても同様のシリーズ戦の実施が検討され、丁度プロ・アマオープン化元年となった1993年5月、デンマークのコペンハーゲンで初開催され、以後2003年〜2004年シーズンまでは概ね春〜夏の期間にかけて年間4〜6戦行われたが、アテネオリンピック終了後の2004年〜2005年シーズンより、国際自転車競技連合（UCI）のトラックレース振興策に基づき、開催時期をロードレースが丁度オフシーズンとなる秋〜初春に移行。概ね当年11月〜翌年2月まで4戦のシリーズ戦となった。また当シリーズ戦終了後、2005年より概ね3月下旬に世界自転車選手権のトラックレースが開催されるようになった。
日本では1995年7月に東京ドームで開催が行われたことがあるが、その後は一度も行われていない。また概ね冬季に開催が移行されてからは全て室内での開催となった。それ以前は屋外での開催も行われていた。
このシリーズ戦の各種目において総合優勝を果たした選手には白色のジャージが授与され、世界選手権においてはそのジャージを着用して競技を行うことが認められている。また当シリーズ戦は、世界選手権の予選も兼ねており、総合上位に入れば優先的に世界選手権の出場権が得られる。なお、2008年開催の北京オリンピックで行われる種目の総合優勝者については、同大会の出場権が与えられた。
また、2007年-2008年シーズンからは、UCIの登録を受けたトレードチームの参加も認められるようになった。
日本からは当シリーズ戦初年度より概ね競輪選手が参加しているが、最近ではロードレース選手もしばし長距離種目に参加している。かつて、2004年-2005年シーズンから、日本自転車振興会（現 JKA）が賞金を拠出して行われる公開種目である、『JKA ケイリン』（過去には、ジャパニーズケイリンやインターナショナルケイリンといった名称で行われていた）も各シーズン1回だけ行われていた。
2021年より開催時期と大会名を変更し、ワールドカップに代わりUCIトラックサイクリング・ネイションズカップが新設され、第1戦は香港で開催された。

## メダル獲得日本人選手
名前の横に*印のある選手は女子選手。
1993年
- 斉藤正剛 - コペンハーゲン・ケイリン 2位
- 大野直志 - コペンハーゲン・エリミネーション 3位

1995年
- 神山雄一郎 - アデレード・1㎞タイムトライアル 2位
- 大野直志 - アデレード・ポイントレース 3位
- 北川智博 - 東京・スプリント 3位
- 神山雄一郎、北川智博、本田晴美 - アデレード・オリンピックスプリント（後のチームスプリント） 3位
- 斉藤正剛、横田努、稲村成浩 - 東京・オリンピックスプリント 3位

1997年
- 神山雄一郎 - フィオレンツオーラ・ケイリン 2位
- 十文字貴信 - アデレード・1㎞タイムトライアル 3位
- 不明 - フィオレンツオーラ・オリンピックスプリント 3位

1998年
- 稲村成浩 - トゥーロン・1㎞タイムトライアル 2位

1999年
- 太田真一 - カリ・ケイリン 優勝
- 吉井功治 - バレンシア・ポイントレース 2位

2001年
- 山田裕仁 - ボルデノーネ・ケイリン 2位
- 飯島規之 - イボー・個人追抜 2位
- 濱田浩司、大森慶一、荒井崇博 - メキシコシティ・オリンピックスプリント 2位
- 金子貴志、永井清史、佐野梅一 - イボー・オリンピックスプリント 3位

2002年
- 伏見俊昭 - 昆明・1㎞タイムトライアル 2位
- 長塚智広、金子貴志、井上昌己 - 昆明・チームスプリント 2位
- 飯島誠 - モスクワ・ポイントレース 3位

2003年
- 矢口啓一郎 - アグアスカリエンテス・ケイリン 優勝
- 長塚智広、永井清史、伏見俊昭 - シドニー・チームスプリント 優勝
- 伏見俊昭 - シドニー・ケイリン 2位
- 長塚智広、神山雄一郎、伏見俊昭 - モスクワ・チームスプリント 3位

2004年
- 長塚智広、伏見俊昭、井上昌己 - アグアスカリエンテス・チームスプリント 2位
- 金子貴志 - シドニー・スプリント 3位
- 井上昌己 - シドニー・1㎞タイムトライアル 3位
- 長塚智広、神山雄一郎、伏見俊昭 - シドニー・チームスプリント 3位

2004年〜2005年
- 成田和也、渡邉一成、及川裕奨 - モスクワ・チームスプリント 2位
- 成田和也、渡邉一成、及川裕奨 - シドニー・チームスプリント 2位
- 成田和也 - ロサンゼルス・スプリント 3位
- 成田和也、渡邉一成、及川裕奨 - マンチェスター・チームスプリント 2位

2005年〜2006年
- 盛一大 - シドニー・ポイントレース 2位
- 金子貴志 - モスクワ・スプリント 3位
- 西谷泰治 - スクラッチ 3位
- 井上昌己、金子貴志、渡邉一成 - シドニー・チームスプリント 3位

2008年〜2009年
- 盛一大 - コペンハーゲン・スクラッチ 優勝

2010年〜2011年
- 浅井康太 - 北京・ケイリン 3位

2012年〜2013年
- 河端朋之 - カリ・ケイリン 2位
- 河端朋之、坂本貴史、稲毛健太 - カリ・チームスプリント 2位
- 前田佳代乃*、石井寛子* - カリ・チームスプリント 2位
- 坂本貴史 - グラスゴー・ケイリン 3位
- 渡邉一成 - アグアスカリエンテス・ケイリン 2位

2016年〜2017年
- 上野みなみ* - 第1戦イギリス・グラスゴー・女子スクラッチ 2位
- 上野みなみ - 第2戦オランダ・アペルドールン・女子ポイントレース 2位

2017年〜2018年
- 梶原悠未*、古山稀絵*、橋本優弥*、中村妃智*、鈴木奈央* - 第2戦マンチェスター・女子チームパーシュート 3位
  - 予選　（梶原悠未、古山稀絵、橋本優弥、中村妃智）日本記録更新4分27秒329（日本記録を約7秒更新）
  - 1回戦（梶原悠未、古山稀絵、橋本優弥、鈴木奈央）メンバー交代4分28秒377
  - 決勝3位決定戦（梶原悠未、古山稀絵、橋本優弥、中村妃智）再メンバー交代4分28秒688

- 梶原悠未* - 第3戦カナダ・ミルトン・女子オムニアム 優勝　金メダル（全4種目位の完全優勝）
  - 日本の女子自転車競技選手として、オリンピック・世界選手権・ワールドカップの自転車競技全種目を通じて、史上初の金メダル

- 脇本雄太 - サンティアゴ・ケイリン 優勝

2018年〜2019年
- 脇本雄太 - パリ・ケイリン 優勝
- 小林優香* - ベルリン・ケイリン 3位
  - 日本の女子自転車競技選手として、短距離種目では史上初の銅メダルを獲得

2019年〜2020年
- 雨谷一樹、新田祐大、深谷知広 - 第4戦ニュージーランド・男子チームスプリント 優勝[2]
  - 1回戦日本記録更新42秒842（2013年43秒092を6年ぶりに更新）
  - 決勝日本記録更新42秒790（同日1回戦の記録を更新）
- 長迫吉拓、新田祐大、深谷知広 - 第5戦オーストラリア・男子チームスプリント 優勝[3]